# Grad Borgholm
Grad Borgholm (švedsko Borgholms slott) v Borgholmu na Švedskem je danes le še ruševina trdnjave, ki je bila prvič zgrajena v drugi polovici 13. stoletja in v poznejših stoletjih večkrat obnovljena. Povezan je s posestvom Halltorp na jugu. Grad je bil uničen v požaru 14. oktobra 1806.

## Zgodovina
Gradnjo prvotne trdnjave je verjetno naročil kralj Knut I. Švedski, čeprav to ni povsem gotovo. Vladal je med letoma 1167 in 1195 ter dal zgraditi trdnjave na švedski vzhodni obali kot obrambo pred sovražniki z druge strani Baltskega morja. Med 13. in 15. stoletjem so bile narejene dozidave in spremembe. Zgrajeni so bili na primer novi stolpi in novo, debelejše obzidje. Trdnjava je bila v teh stoletjih večkrat poškodovana, med drugim leta 1361, ko je danski kralj Valdemar IV. Danski (Atterdag) napadel Borgholm.
Med Kalmarsko unijo je bilo zaradi nenehnih konfliktov med Danci in Švedi poškodovanih veliko gradov in trdnjav na Švedskem. Ko je Gustav Eriksson vasa postal švedski kralj in je bila unija razpuščena, je skupaj s sinovi, ki so mu sledili na prestolu, vložil ogromne vsote denarja v popravilo teh stavb. Gustavov sin Ivan III. Švedski (vladal 1568–1592) je ukazal prenovo Borgholma v renesančni grad. Med njegovo vladavino so bratje Pahr (štirje inženirji in arhitekti iz Milana) vodili obsežno prenovo, ki je potekala od leta 1572. Grad je dobil gotski značaj in postal zgled italijanskega bastijonskega sloga.
Nekaj desetletij pozneje sta se Švedska in Danska spopadli v kalmarski vojni. Grad Borgholm se je najprej, leta 1611, predal danski strani, a ga je švedska stran pozneje istega leta ponovno osvojila. Naslednje leto se je moral po dvotedenskem obleganju predati poveljnik švedske obrambe Peter Michelsen Hammarskiöld. V skladu s pogodbo, ki je sledila vojni, Knäredsko pogodbo, je bil Borgholm vrnjen Švedom.
Grad je bil po vojni v slabem stanju in obnova in rekonstrukcija sta se začeli šele leta 1654. Tokrat naj bi grad spremenili v baročno palačo. Karel X. Gustav Švedski je bil kralj, ki je to naročil, Nikodem Tessin starejši pa je bil arhitekt, ki je bil najet za izpolnitev kraljevih želja. Ko je Karel Gustav leta 1660 umrl, se je gradnja ustavila, le da se je počasi ponovno začela med vladavino kralja Karla XI. in kralja Karla XII. Leta 1709 je bila gradnja končno končana.
Sto let je palača propadala. 14. oktobra 1806 je grad zaradi požara, ki je izbruhnil na strehi severnega krila, postal ruševina.

## Danes
Današnji grad so ruševine baročne palače iz 17. stoletja, ki jo je zgradil Karel X. Gustav. Grad je v državni lasti in ga upravlja Švedski odbor za nacionalno lastnino ((švedsko Statens Fastighetsverk). Odprt je za obiskovalce in v njem je muzej.
Na notranjem dvorišču potekajo koncerti, gledališke predstave in drugi dogodki. Poleti 1989 je švedska pop skupina Roxette med koncertom posnela material za šest glasbenih videospotov. Eden od njih je Listen to Your Heart, ki je pozneje istega leta postal druga uspešnica skupine na prvem mestu lestvice Billboard Hot 100. Julija 2001 je na dvorišču igral Bob Dylan.
- Notranjost gradu Borgholm
- Pogled iz zraka na grad Borgholm
- Grad Borgholm ponoči